# Supersport-Weltmeisterschaft 2006
In der Supersport-WM-Saison 2006, der achten in der Geschichte dieser Serie, wurden zwölf Rennen ausgetragen. Alle Piloten gingen auf Pirelli-Einheitsreifen an den Start.

## Punkteverteilung
Weltmeister wird derjenige Fahrer beziehungsweise der Hersteller, der bis zum Saisonende die meisten Punkte in der Weltmeisterschaft angesammelt hat. Bei der Punkteverteilung werden die Platzierungen im Gesamtergebnis des jeweiligen Rennens berücksichtigt. Die fünfzehn erstplatzierten Fahrer jedes Rennens erhalten Punkte nach folgendem Schema:
| Punkteverteilung | Punkteverteilung | Punkteverteilung | Punkteverteilung | Punkteverteilung | Punkteverteilung | Punkteverteilung | Punkteverteilung | Punkteverteilung | Punkteverteilung | Punkteverteilung | Punkteverteilung | Punkteverteilung | Punkteverteilung | Punkteverteilung | Punkteverteilung |
| ---------------- | ---------------- | ---------------- | ---------------- | ---------------- | ---------------- | ---------------- | ---------------- | ---------------- | ---------------- | ---------------- | ---------------- | ---------------- | ---------------- | ---------------- | ---------------- |
| Platz            | 1                | 2                | 3                | 4                | 5                | 6                | 7                | 8                | 9                | 10               | 11               | 12               | 13               | 14               | 15               |
| Punkte           | 25               | 20               | 16               | 13               | 11               | 10               | 9                | 8                | 7                | 6                | 5                | 4                | 3                | 2                | 1                |

In die Wertung kamen alle erzielten Resultate.

## Rennergebnisse
|    | Datum  | Rennen         | Strecke        | Pole-Position         | Platz 1               | Platz 2        | Platz 3               | Schn. Rennrunde       |
| -- | ------ | -------------- | -------------- | --------------------- | --------------------- | -------------- | --------------------- | --------------------- |
| 1  | 25.02. | Katar          | Losail         | Sébastien Charpentier | Sébastien Charpentier | Kevin Curtain  | Kenan Sofuoğlu        | Sébastien Charpentier |
| 2  | 05.03. | Australien     | Phillip Island | Sébastien Charpentier | Sébastien Charpentier | Kevin Curtain  | Broc Parkes           | Broc Parkes           |
| 3  | 23.04. | Spanien        | Valencia       | Sébastien Charpentier | Sébastien Charpentier | Kevin Curtain  | Katsuaki Fujiwara     | Sébastien Charpentier |
| 4  | 07.05. | Italien        | Monza          | Sébastien Charpentier | Yoann Tiberio         | Robbin Harms   | Sébastien Charpentier | Sébastien Charpentier |
| 5  | 28.05. | Europa         | Silverstone    | Sébastien Charpentier | Sébastien Charpentier | Broc Parkes    | Kevin Curtain         | Broc Parkes           |
| 6  | 25.06. | San Marino     | Misano         | Broc Parkes           | Massimo Roccoli       | Simone Sanna   | Broc Parkes           | Broc Parkes           |
| 7  | 23.07. | Tschechien     | Brünn          | Kevin Curtain         | Kevin Curtain         | Broc Parkes    | Kenan Sofuoğlu        | Yoann Tiberio         |
| 8  | 06.08. | Großbritannien | Brands Hatch   | Broc Parkes           | Broc Parkes           | Kevin Curtain  | Kenan Sofuoğlu        | Kevin Curtain         |
| 9  | 03.09. | Niederlande    | Assen          | Sébastien Charpentier | Kenan Sofuoğlu        | Kevin Curtain  | Kai-Børre Andersen    | Kevin Curtain         |
| 10 | 10.09. | Deutschland    | EuroSpeedway   | Kevin Curtain         | Kenan Sofuoğlu        | Kevin Curtain  | Fabien Foret          | Kenan Sofuoğlu        |
| 11 | 01.10. | Italien        | Imola          | Sébastien Charpentier | Sébastien Charpentier | Kenan Sofuoğlu | Kevin Curtain         | Sébastien Charpentier |
| 12 | 08.10. | Frankreich     | Magny-Cours    | Sébastien Charpentier | Sébastien Charpentier | Kenan Sofuoğlu | Broc Parkes           | Kenan Sofuoğlu        |

## Fahrerwertung
| 1  | Sébastien Charpentier | Honda CBR 600 RR | Winston Ten Kate Honda      | 194 |
| 2  | Kevin Curtain         | Yamaha YZF-R6    | Yamaha Motor Germany        | 187 |
| 3  | Kenan Sofuoğlu        | Honda CBR 600 RR | Winston Ten Kate Honda      | 157 |
| 4  | Broc Parkes           | Yamaha YZF-R6    | Yamaha Motor Germany        | 145 |
| 5  | Robbin Harms          | Honda CBR 600 RR | Stiggy Motorsports          | 117 |
| 6  | Massimo Roccoli       | Yamaha YZF-R6    | Yamaha Team Italia          | 96  |
| 7  | Yoann Tiberio         | Honda CBR 600 RR | Megabike Honda Team         | 80  |
| 8  | Johan Stigefelt       | Honda CBR 600 RR | Dark Dog Stiggy Motorsports | 70  |
| 9  | Gianluca Vizziello    | Yamaha YZF-R6    | Yamaha Team Italia          | 69  |
| 10 | Javier Forés          | Yamaha YZF-R6    | SLM Racing                  | 49  |
| 11 | David Checa           | Yamaha YZF-R6    | Yamaha - GMT 94             | 44  |
| 12 | Gianluca Nannelli     | Ducati 749 R     | Team Manila Grace SC        | 43  |
| 13 | Katsuaki Fujiwara     | Honda CBR 600 RR | Megabike Honda Team         | 39  |
| 14 | Simone Sanna          | Honda CBR 600 RR | Megabike Honda Team         | 32  |
| 15 | Stéphane Chambon      | Kawasaki ZX-6RR  | Gil Motor Sport             | 31  |
| 16 | Christian Zaiser      | Ducati 749 R     | LBR Ducati Racing           | 30  |
| 17 | Kai-Børre Andersen    | Suzuki GSX-R 600 | Hoegee Suzuki               | 29  |
| 18 | Stuart Easton         | Ducati 749 R     | Team Manila Grace SC        | 26  |
| 19 | Mauro Sanchini        | Yamaha YZF-R6    | Bikersdays Yamaha Moto 1    | 23  |
| 20 | William De Angelis    | Honda CBR 600 RR | Intermoto Czech Klaffi      | 22  |

| 21 | Joshua Brookes       | Ducati 749 R     | Team Manila Grace SC           | 21 |
| 22 | Barry Veneman        | Suzuki GSX-R 600 | Hoegee Suzuki                  | 20 |
| 23 | Matthieu Lagrive     | Honda CBR 600 RR | Intermoto Czech Klaffi         | 18 |
| 24 | Maxime Berger        | Kawasaki ZX-6RR  | Gil Motor Sport                | 17 |
| 25 | Fabien Foret         | Kawasaki ZX-6RR  | Gil Motor Sport                | 16 |
| 26 | Sébastien le Grelle  | Honda CBR 600 RR | Legrelle - Honda Belgium       | 16 |
| 27 | Pere Riba            | Kawasaki ZX-6RR  | MSS Discovery Racing           | 13 |
| 28 | Arie Vos             | Honda CBR 600 RR | Intermoto Czech Klaffi         | 13 |
| 29 | Cal Crutchlow        | Honda CBR 600 RR | Northpoint Eckerold Honda      | 11 |
| 30 | Tatu Lauslehto       | Honda CBR 600 RR | Dark Dog Stiggy Motorsports    | 11 |
| 31 | Dean Thomas          | Kawasaki ZX-6RR  | Gil Motor Sport                | 8  |
| 32 | Leon Camier          | Honda CBR 600 RR | Northpoint Eckerold Honda      | 6  |
| 33 | Vesa Kallio          | Yamaha YZF-R6    | SLM Racing                     | 5  |
| 34 | Stefano Cruciani     | Honda CBR 600 RR | Passione Moto                  | 4  |
| 35 | Anthony Gobert       | Yamaha YZF-R6    | Yamaha - GMT 94                | 4  |
| 36 | Grégory Leblanc      | Honda CBR 600 RR | Vazy Racing Team               | 3  |
| 37 | Alessio Velini       | Yamaha YZF-R6    | Umbria Bike                    | 3  |
| 38 | Chris Peris          | Yamaha YZF-R6    | Bikersdays Yamaha Moto 1       | 3  |
| 39 | Tom Tunstall         | Honda CBR 600 RR | Hardinge Ice Valley Motorsport | 3  |
| 40 | Didier Van Keymeulen | Yamaha YZF-R6    | SLM Racing                     | 2  |

## Konstrukteurswertung
| 1 | Honda    | 277 |
| 2 | Yamaha   | 240 |
| 3 | Ducati   | 87  |
| 4 | Kawasaki | 62  |
| 5 | Suzuki   | 39  |